# 2003年热带风暴卡洛斯
热带风暴卡洛斯（英語：Tropical Storm Carlos）是2003年太平洋飓风季第一个曾经登陆的热带气旋，于6月26日经墨西哥以南的东风波发展而成。气旋在逼近海岸的同时快速增强，于6月27日清晨以风力时速100公里强度从瓦哈卡州上岸。风暴接下来迅速消退成残留低气压区，然后持续到6月29日再逐渐消散。
卡洛斯在墨西哥南部部分地区降下暴雨，并以格雷罗州两地的降雨量最高，达到337毫米。气旋沿途共令三万套房屋受损，经济损失总额约为8670万墨西哥比索（2003年墨西哥比索，相当于同年的800万美元）。该国至少有九人丧生，其中七人死于泥石流，两人死于河流洪灾，此外还有两名渔夫失踪。

## 气象历史
热带风暴卡洛斯源于6月14日离开非洲西海岸的东风波，向西穿越大西洋和加勒比海期间，东风波没有显著发展，卫星图像上也几乎无法观测到其踪影。到了6月20日，东风波已穿越中美洲进入东太平洋，之后在特万特佩克湾以南催生出对流区（即雷暴区）。6月24日，美国国家飓风中心开始在热带天气展望中提及这片已发展出低气压中心的天气系统。由于风切变少，系统继续发展，雨带和对流都在大规模的低气压中心附近。到了6月26日清晨，这片扰动天气已有充分组织，美国国家飓风中心因此将位于瓦哈卡州埃斯孔迪多港西南偏南方向约210公里海域的系统归类成本季第三号热带低气压，同时还开始发布公告。
成为热带气旋时，低气压的环流略呈长条状，气象机构预测气旋北面的反气旋会朝西面移动，促使低气压向西北偏西方向前进并保持在海洋上空，不过，美国国家飓风中心对这样的预测并不是很有把握。由于水温较高，风切变不断减少，云系逐渐组织，估计热带低气压于协调世界时6月26日达到热带风暴强度，美国国家飓风中心以“卡洛斯”（Carlos）为其命名。成为热带风暴后，卡洛斯在低压槽的影响下开始蜿蜒北上逼近墨西哥海岸。风暴快速强化，对流中心发展出清晰的眼状特征。估计卡洛斯于6月27日清晨以持续风速每小时100公里的最高强度从埃斯孔迪多港以西约95公里处（也是格雷罗州阿卡普尔科东南偏东方向约245公里处）登陆。
受墨西哥上空的反气旋影响，气旋登陆后转向西北，并且很快就减弱成热带低气压。登陆仅12小时后，卫星图像上几乎就难以再观测到环流。6月27日晚，卡洛斯在阿卡普尔科附近退化成不含对流的残留低气压区。环流转向西南进入太平洋，到6月29日凌晨0点时已完全消散。

## 防灾措施和影响

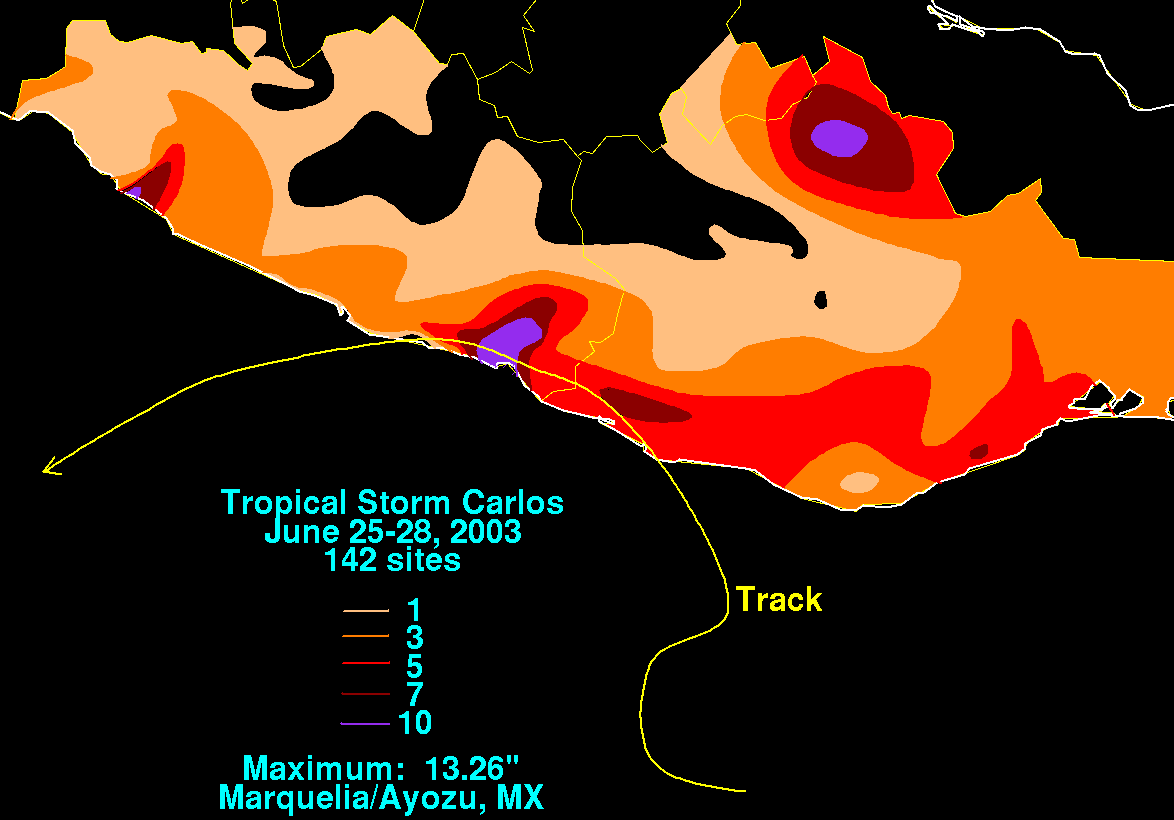
热带风暴卡洛斯的降水分布

气旋成型后，墨西哥政府向格雷罗州阿卡普尔科至米却肯州蓬塔圣特尔莫（Punta San Telmo）发布热带风暴警告，只是起初警告中仍预测风暴不会上岸。卡洛斯达到热带风暴标准后，气象机构准确预测风暴将会登陆，警告范围随即调整成瓦哈卡州萨利纳克鲁斯（Salina Cruz）至格雷罗州锡瓦塔内霍。虽然风暴是在瓦哈卡州上岸，但其雨带还对恰帕斯州、塔巴斯科州、韦拉克鲁斯州、普埃布拉州和格雷罗州构成影响。气旋登陆当天就产生暴雨，各州的24小时最高降雨量分别是瓦哈卡州里奥韦尔迪（Río Verde）测得的254毫米和格雷罗州佩塔特兰（Petatlán）的112毫米。墨西哥全国范围的最高降雨总量达337毫米，是在格雷罗州的马克里亚（Marquelia）和亚佐佑测得。
卡洛斯在瓦哈卜州的79个市镇产生降水或引发洪灾，大部分地区之后沦为灾区，可以获得救灾基金援助。狂风暴雨共同影响，令各地供电线缆中断，电话服务大受影响，还有两条主要公路被淹，此后，风暴还对其他多条道路和机场道路构成大范围破坏。暴雨在瓦哈卡州西北部引发泥石流，夺走七条人命。该州另有多地爆发泥石流，共有约三万套民宅受损。一个镇上有150户家庭因洪灾被迫疏散到避难所。格雷罗州一条河流泛滥成灾，导致两人遇难。有四名渔夫失踪，或被风暴卷入大海，墨西哥陆军在近海搜救数天，到风暴过去四天后也只救回两人。整场风暴共令约14万8000人受到影响，经济损失总额约8670万墨西哥比索（2003年墨西哥比索，相当于同年的800万美元）。